# 2.Bundesliga ProA
| 1º Nível |  | BBL          |
| 2º Nível |  | PRO A        |
| 3º Nível |  | PRO B        |
| 4º Nível |  | Regionalliga |

A ProA é o segundo nível entre as ligas profissionais do basquetebol masculino na Alemanha. A liga é disputada por 16 equipes, sendo que oficialmente faz parte juntamente com a ProB da 2.Basketball Bundesliga. Antes da temporada 2007-08, a 2.Basketball Bundesliga era a segunda liga na Alemanha e consistia de duas divisões geográficas, norte e sul. Ao termino da temporada, as duas melhores equipes são promovidas para a Basketball Bundesliga e os dois piores são rebaixados para a ProB.

## Clubes Participantes
| Clube                       | Cidade               |
| --------------------------- | -------------------- |
| Artland Dragons             | Quakenbrück          |
| Bayer Giants Leverkusen     | Leverkusen           |
| Eisbären Bremerhaven        | Bremerhaven          |
| FC Schalke 04               | Gelsenkirchen        |
| MLP Academics Heidelberg    | Edelberga            |
| Niners Chemnitz             | Chemnitz             |
| Nürnberg Falcons            | Nuremberga           |
| Phoenix Hagen               | Hagen                |
| PS Kalsruhe Lions           | Carlsrue             |
| Rostock Seawolves           | Rostoque             |
| RÖMERSTROM Gladiators Trier | Tréveris             |
| Science City Jena           | Jena                 |
| Team Ehingen Urspring       | Ehingen              |
| Uni baskets Paderborn       | Paderborn            |
| Tigers Tübingen             | Tubinga              |
| VfL Kirchheim Knights       | Kirchheim unter Teck |
| wiha Panthers Schwenningen  | Schwenningen         |

|  |                                          |
|  | Promovidos da ProB na temporada anterior |
|  | Rebaixados da BBL na temporada anterior  |

## Campeões
Os campeões e os finalistas da ProA são promovidos para a Basketball Bundesliga.
| Temporada | Campeão                                               | Finalista                                             |
| --------- | ----------------------------------------------------- | ----------------------------------------------------- |
| 2007–08   | Giants Nördlingen                                     | Cuxhaven BasCats                                      |
| 2008–09   | Mitteldeutscher                                       | Phoenix Hagen                                         |
| 2009–10   | Bayreuth                                              | Cuxhaven BasCats                                      |
| 2010–11   | FC Bayern Munich                                      | Würzburg Baskets                                      |
| 2011–12   | Mitteldeutscher                                       | VfL Kirchheim Knights                                 |
| 2012–13   | Rasta Vechta                                          | Giants Düsseldorf                                     |
| 2013–14   | Göttingen                                             | Crailsheim Merlins                                    |
| 2014–15   | Gießen 46ers                                          | s.Oliver Würzburg                                     |
| 2015–16   | Science City Jena                                     | Rasta Vechta                                          |
| 2016–17   | Mitteldeutscher                                       | Oettinger Rockets                                     |
| 2017–18   | Rasta Vechta                                          | Crailsheim Merlins                                    |
| 2018-19   | Hamburg Towers                                        | Nürnberg Falcons                                      |
| 2019-20   | Cancelado em virtude da Pandemia global SARS COVID 19 | Cancelado em virtude da Pandemia global SARS COVID 19 |
| 2020-21   | Heidelberg                                            | Bayer Giants Leverkusen                               |
| 2021-22   | Rostock Seawolves                                     | Tigers Tübingen                                       |
| 2022-23   | RASTA Vechta                                          | Tigers Tübingen                                       |
| 2023-24   | PS Kalsruhe Lions                                     | FRAPORT Skyliners                                     |
| 2024-25   | VET-CONCEPT Gladiators Trier                          | Science City Jena                                     |

### Performances por Clube
| Clube             | Títulos | Finalista | Anos Campeão     |
| ----------------- | ------- | --------- | ---------------- |
| Mitteldeutscher   | 3       | 0         | 2009, 2012, 2017 |
| Rasta Vechta      | 3       | 1         | 2013, 2018       |
| Science City Jena | 1       | 1         | 2016             |
| Gladiators Trier  | 1       | 0         | 2025             |
| Gießen 46ers      | 1       | 0         | 2015             |
| Göttingen         | 1       | 0         | 2014             |
| FC Bayern Munich  | 1       | 0         | 2011             |
| Giants Nördlingen | 1       | 0         | 2008             |
| Hamburg Towers    | 1       | 0         | 2019             |
| PS Kalsruhe Lions | 1       | 0         | 2024             |